# سيبريان ماريكا
كيبريان ماريكا (Ciprian Marica) ، من مواليد 2 أكتوبر 1985 في بوخارست في رومانيا ، لاعب كرة قدم روماني.
يلعب مع نادي شتوتغارت الألماني منذ عام 2007.
بدأ باللعب مع منتخب رومانيا لكرة القدم في عام 2003.

## مسيرته الكروية
لعب سيبريان ماريكا خلال مسيرته الاحترافية مع 7 أندية في ثمانية عشر موسمًا وسجل خلالها 51 هدفًا ضمن 264 مباراة. حيث فاز في أربعة مواسم بالكأس وفي خمسة مواسم بالدوري.
خاض سيبريان ماريكا مسيرته مع نادي دينامو بوخارست في موسم 2001–02 واستمر معه طيلة ثلاثة مواسم، مشاركًا في 23 مباراة سجل خلالها 4 أهداف. ثم انتقل إلى نادي شاختار دونيتسك في موسم 2003–04 ليلعب معه خمسة مواسم، حيث شارك في 73 مباراة سجل خلالها 16 هدفًا. لينتقل بعدها إلى نادي شتوتغارت في موسم 2007–08 ليلعب معه أربعة مواسم، مشاركًا في 93 مباراة سجل خلالها 19 هدفًا. ثم انتقل إلى نادي شالكه 04 في موسم 2011–12 ولمدة موسمين، مشاركًا في 34 مباراة سجل خلالها 5 أهداف. هذا وانتقل لاحقًا إلى نادي خيتافي في موسم 2013–14 لمدة موسم واحد، مشاركًا في 27 مباراة سجل خلالها 6 أهداف. ثم انتقل بعدها إلى نادي قونيا سبور في موسم 2014–15 ولمدة موسمين، مشاركًا في 7 مباريات سجل خلالها هدفًا واحدًا. ليعود وينتقل من جديد، لكن هذه المرة إلى نادي ستيوا بوخارست في موسم 2015–16 لمدة موسم واحد، مشاركًا في 7 مباريات ولم يسجل أي هدف.

## روابط خارجية
- سيبريان ماريكا على موقع الاتحاد الدولي (مؤرشف)  (الإنجليزية)
- سيبريان ماريكا على موقع الاتحاد الأوربي (الإنجليزية)
- سيبريان ماريكا على موقع اتحاد تركيا (لاعب) (الإنجليزية)
- سيبريان ماريكا على موقع اتحاد أوكرانيا (الإنجليزية)
- سيبريان ماريكا على موقع قاعدة بيانات كرة القدم.إي يو (الإنجليزية)
- سيبريان ماريكا على موقع بيانات كرة القدم. دي إي (الألمانية)
- سيبريان ماريكا على موقع ناشيونال فوتبول تيمز (الإنجليزية)
- سيبريان ماريكا على موقع Soccerway.com (الإنجليزية)
- سيبريان ماريكا على موقع عالم كرة القدم.نت (الإنجليزية)
- سيبريان ماريكا على موقع كووورة